# Strefa Gedeo

Mapa regionów i stref Etiopii.

Strefa Gedeo (Gedeo Zone) – obszar administracyjny w Etiopii, w Regionie Narodów, Narodowości i Ludów Południa. Nazwa obszaru bierze się od ludu Gedeo, którego strefa jest ojczyzną. Centrum administracyjne stanowi miasto Dila. Inne ważniejsze miejscowości to: Irgachefe, Wenago, Chelelektu i Gedeb. Według spisu z 2007 roku strefę zamieszkiwało 847,4 tys. mieszkańców na powierzchni 1211 km² (700 osób/km²).
Rolnictwo oparte na produkcji kawy jest podstawą gospodarki ludu Gedeo, a kawa zajmuje 50% gruntów rolnych w strefie Gedeo.  
Blisko 1 milion osób zostało przesiedlonych w wyniku starć między społecznościami w strefach Gedeo i Guji w lutym i marcu 2019 roku, co doprowadziło do interwencji Światowej Organizacji Zdrowia.    

## Demografia
Według spisu cztery największe grupy etniczne w strefie to: Gedeo (86,1%), Oromowie (4,7%), Amharowie (3,4%) i Gurage (1,6%). Do pozostałych grup należało 4,2% populacji. Pod względem religijnym przeważa protestantyzm (73,2%), a obecni są także etiopscy prawosławni (10,7%), animiści (8%), muzułmanie (2,4%) i katolicy (2,1%).

## Podział administracyjny
W skład strefy wchodzi 7 wored:
| - Bule - Dila - Dila Zuria - Gedeb - Kochere - Wenago - Irgachefe |